# معركة صيدا (1941)
كانت معركة صيدا (13-15 يونيو 1941) جزءاً من تقدم الفرقة السابعة الأسترالية نحو بيروت، والتي وقعت خلال الحملة السورية اللبنانية التي استمرت خمسة أسابيع بين الحلفاء وقوات فيشي الفرنسية في سوريا ولبنان.
كانت عدد سكان مدينة صيدا في ذلك الوقت حوالي 12 ألف نسمة وبها عدد من المساجد والقلاع التاريخية التي يعود تاريخها إلى الحروب الصليبية، وهي تقع على الساحل شمال مدينة صور، في منتصف الطريق تقريباً بين الحدود اللبنانية مع فلسطين وبيروت. ووقع القتال بعد عدة أيام من عبور قوات الحلفاء من اللواء 21 الأسترالي، بقيادة العميد جاك ستيفنز، نهر الليطاني كجزء من عملية إكسبورتر. واصلت كتيبة المشاة 2/14 التقدم شمالاً على طول الساحل باتجاه صيدا، بعد التحركات المبدئية لكتيبة المشاة 2/27 حول عدلون. كُلفت كتيبة المشاة 2/16، بدعم من المدفعية والمدرعات، بمهمة الاستيلاء على المدينة نفسها في 13 يونيو، حيث قامت بالتقدم في وضح النهار لمسافة تزيد عن 6.5 كم (4.0 ميل) من الأرض المفتوحة للوصول إلى المدينة، قبل اجتياز 4.5 كم (2.8 ميل) أخرى إلى الشمال. جعل وجود المباني التاريخية القصف المدفعي الأسترالي للمدينة محدوداً في محاولة لمنع الأضرار الجانبية، مما أدى إلى إبطاء تقدم الحلفاء.
نشطت الكتيبة 27/2 أيضاً حول المية ومية على الأطراف إلى الجنوب الشرقي أثناء القتال. سقطت المدينة في 15 يونيو، بعد أن أكمل الأستراليون مسيرة زحف طويلة وتغلبوا على هجوم مضاد فرنسي محدود بالدبابات. كما نشطت الطائرات الفرنسية خلال المعركة، حيث هاجمت مواقع الفوج الميداني 2/4 ومقر كتيبة المشاة 2/16.
اندلعت معارك أخرى في الشرق في اليوم التالي لسقوط صيدا، بين الرماة الجزائريين والأستراليين حول الأرض المرتفعة في المية ومية وجبل عبيبي، حيث قطع الأستراليون الطريق بين صيدا وجزين، التي استولت عليها قوات من اللواء 25 الأسترالي في 13 يونيو.
وشهدت المرحلة التالية من القتال تقدم الأستراليين نحو الدامور التي سقطت في أوائل شهر يوليو. مُنح وسام المعركة لكتيبتي المشاة 2/16 و2/27، وكتيبة الرشاشات 2/3، وأفواج الفرسان من الفرقة السادسة والتاسعة وذلك بعد انتهاء الحرب.